# Bruno Hubl

Abt Bruno Hubl OSB

Bruno Hubl OSB (* 17. März 1947 in Pettenbach, Oberösterreich) ist Benediktiner und emeritierter Abt des Benediktinerstiftes Admont in der Steiermark.

## Leben
Franz Hubl besuchte das Stiftsgymnasium von Admont und trat 1965 in die Ordensgemeinschaft der Benediktiner im Kloster Admont ein, wobei er den Ordensnamen „Bruno“ erhielt. Die Theologischen Studien absolvierte er an der Universität Salzburg. 1969 legte er in die Hände von Abt Koloman Holzinger die Ewige Profess ab, zwei Jahre später empfing er die Priesterweihe. Nach Kaplansjahren in der Pfarre Admont führte ihn sein seelsorgerisches Wirken in die Pfarre Selzthal, die er bis 1995 betreute.
Im Kloster wurde er 1978 von Abt Benedikt Schlömicher zum Prior ernannt, daneben war er Novizenmeister und Mitglied in verschiedenen liturgischen Kommissionen. Nach dem plötzlichen Rücktritt von Abt Benedikt Schlömicher wurde P. Prior Bruno Hubl von den Mönchen der Abtei Admont am 1. August 1996 zum 67. Abt gewählt. Die Benediktion empfing er am 1. September 1996 im Münster zu Admont durch Johann Weber.
Er war bis 2009 Mitglied des Präsidiums der Österreichischen Benediktinerkongregation und hat einen Sitz in diversen diözesanen und überregionalen Gremien. In seine Amtszeit fallen die Restaurierung weiter Teile des Stiftskomplexes sowie der weltberühmten Klosterbibliothek, aber auch der Bau des neuen Museums und des Hauses der Begegnung in Graz, das am 6. Oktober 2002 eröffnet wurde.
Am 23. März 2009 erklärte Hubl seinen Rücktritt zum 27. April d. J. Bei der Abtwahl am 27. April wurde Bruno Hubl wiedergewählt. Am 30. April nahm er sein Amt, nach drei Tagen Bedenkzeit, erneut an. Er betonte in seiner Dankesrede, dass ihm der Rücktritt ernst war. Das Vertrauen seiner Mitbrüder bewog ihn jedoch dazu, erneut das Amt als Abt anzunehmen.
Am 25. Februar 2010 stellte Hubl eine Presseerklärung online. Darin entschuldigt er sich im Namen seiner Ordensgemeinschaft für den sexuellen Missbrauch an Kindern, den ein verstorbener Pater des Konvents († 25. Januar 2010) in den 1970er-Jahren begangen hatte.
Sein Amt endete automatisch mit Vollendung des 70. Lebensjahres am 17. März 2017 und ging an seinen Nachfolger Gerhard Hafner über.
Für seine Verdienste wurde ihm am 4. Mai 2017 das Große Silberne Ehrenzeichen für Verdienste um die Republik Österreich verliehen.